# 陳決戰
陳決戰（越南語：Trần Quyết Chiến，1984年2月3日—），出生於越南金甌市，是是一名越南開侖撞球選手。
2007年，他第一次參加國際比賽，在世界杯獲得銅牌，於是在2010年轉為職業球員。2015年世界三顆星錦標賽，他打進第二輪，以26:40敗給荷蘭的狄克·雅斯柏斯。2018年5月，在胡志明市舉行的越南國內總決賽中，他以40:39擊敗同胞吳廷奈。憑藉這場勝利，他的世界排名由原本的第18名首次進入前12名。在2018年9月的LG杯決賽中，他以40:39擊敗弗雷德里克·高德隆，獲得他的第二個國際賽冠軍與60,000歐元獎金，這數字等同他大多數同胞工作25年的收入。這是他與衛冕世界冠軍的六場比賽中的第三場勝利。聳人聽聞的是他在小組賽階段對陣埃迪·默克斯的勝利，他在11輪擊球中以40:37獲勝。在波爾圖舉行的第一屆世界杯上，他和他的同胞們運氣不好，未能取得簽證而無法參加比賽。他們無法在越南申請葡萄牙簽證，因為越南沒有葡萄牙大使館。
2019年4月27日，他在胡志明市擊敗年輕的韓國選手趙明優而獲得亞洲冠軍，世界排名因此上升到第3位，僅落後於領先的狄克·雅斯柏斯和弗雷德里克·高德隆。